# Folgueroles
Folgueroles – gmina w Hiszpanii, w prowincji Barcelona, w Katalonii, o powierzchni 10,96 km². W 2011 roku gmina liczyła 2230 mieszkańców. Znane jako miejsce narodzin słynnego katalońskiego poety ks. Jacint Verdaguer.